# Peter MacNicol
Peter MacNicol, född 10 april 1954 i Dallas, Texas, är en amerikansk Emmybelönad skådespelare. MacNicol är bland annat känd för sina roller som Stingo i Sophies val (1982), Janosz Poha i Ghostbusters II (1989), David Langley i Bean - den totala katastroffilmen (1997), John Cage i TV-serien Ally McBeal (1997–2002), Tom Lennox i 24 (2007) och som Dr. Larry Fleinhardt i Numbers (2005-2010).

## Filmografi (i urval)
- Drakdödaren (1981)
- Sophies val (1982)
- Ghostbusters II (1989)
- By Dawn's Early Light (1990)
- Snyltgästen (1992)
- Vita huset nästa? (1992)
- Den heliga familjen Addams (1993)
- Radioland Murders (1994)
- Chicago Hope (1994–1995)
- Dracula: Död men lycklig (1995)
- Ally McBeal (1997–2002)
- Bean - den totala katastroffilmen (1997)
- Baby Geniuses (1999)
- Crazy Love (2003)
- Harvey Birdman, Attorney at Law (2003–2007) (röst)
- Breakin' All the Rules (2004)
- Danne Fantom (2004-2007)
- The Batman (2004–2008)
- Justice League Unlimited (2005)
- Numbers (2005–2010)
- 24 (2007)
- The Spectacular Spider-Man (2008-2009) (röst)
- Grey's Anatomy (2010–2011)
- Battleship (2012)
- Game Change (2012)
- Veep (2016–2019)

## Teater

### Roller
| År   | Roll          | Produktion          | Regi                  | Teater                             |
| ---- | ------------- | ------------------- | --------------------- | ---------------------------------- |
| 1987 | Rick Steadman | The Nerd Larry Shue | Charles Nelson Reilly | Helen Hayes Theatre, New York, USA |